# Lemooria burkittii
Lemooria es un género monotípico de plantas con flores perteneciente a la familia de las asteráceas. Su única especie: Lemooria burkittii, es originaria de Australia.

## Descripción
Es una  hierba anual, con los tallos postrados, con un tamaño de 2-10 cm de largo, de color rojizo y marrón escaso-lanoso, con algunos pelos glandulares presentes. Las hojas son lineares, de 5-20 mm de largo y 0.3-0.5 mm de ancho, agudas, glabras o con algunos pelos glandulares. La capitulescencia compuesta de 6-12 mm de diámetro, densamente blanco lanuda;. Las brácteas de las cabezas  son 5 o 6, ovadas a lanceoladas o elípticas, de 3 mm de largo, los márgenes lacinados superior, con nervio central herbáceo, lanoso; brácteas internas a veces ± glabras.

## Distribución y hábitat
Crece en las comunidades de matorral, por lo general en suelos arenosos, al oeste del Distrito de Warren, sobre todo en zonas del lejano oeste de Nueva Gales del Sur.

## Taxonomía
Lemooria burkittii fue descrita por (Benth.) P.S.Short   y publicado en Muelleria 7(1): 113. 1989.
Sinonimia
- Angianthus burkittii (Benth.) J.M.Black
- Angianthus whitei J.M.Black
- Gnephosis burkittii Benth. basónimo[4]